# آکسبو استیتس (آریزونا)
آکسبو استیتس (به انگلیسی: Oxbow Estates) یک منطقهٔ مسکونی در ایالات متحده آمریکا است که در آریزونا واقع شده‌است. آکسبو استیتس ۱٫۲۷ کیلومتر مربع مساحت و ۴۱٬۰۱۱ نفر جمعیت دارد و ۱٬۴۱۱٫۲۴ متر بالاتر از سطح دریا واقع شده‌است.